# Colin McRae: Dirt
Colin McRae: Dirt är ett rallydatorspel utvecklat av Codemasters för Playstation 3, Windows och Xbox 360. Spelet använder sig av spelmotorn PhyreEngine.